# Гелен Майо
Гелен Мері Майо (англ. Helen Mary Mayo, 1 жовтня 1878, Аделаїда — 13 листопада 1967, Аделаїда) — австралійська лікарка і піонерка у запобіганні дитячій смертності.

## Біографія
Гелен Мері Майо народилася 1 жовтня 1878 року в Аделаїді, Австралія.
У 16-річному віці вона була зарахована до вищої школи для дівчат на вулиці Гроте.
У 1896 році вона поступила в Аделаїдський університет, де вивчала медицину. Після закінчення навчання Майо провела два роки, працюючи в галузі охорони здоров'я дітей в Англії, Ірландії та Індії. Вона повернулася до Аделаїди в 1906 році, розпочавши приватну практику і зайнявши посади в дитячій лікарні Аделаїди та лікарні Аделаїди (згодом у Королівській Аделаїді).
У 1909 році вона була співзасновницею Школи для матерів, де матері могли отримувати поради щодо здоров'я немовлят. Ця організація, яка у 1927 році стала Асоціацією здоров'я матері та немовлят, урешті-решт створила філії по всій Південній Австралії та створила навчальну школу для медсестер. У 1914 році, після невдало проведеної агітації в Дитячій лікарні для лікування немовлят, Майо співзаснувала лікарню Марібеба для немовлят.
Окрім медичних досягнень, Майо брала участь у низці інших організацій. Вона активно брала участь в Аделаїдському університеті, працювала в університетській раді з 1914 по 1960 рік (перша жінка в Австралії, яка була обрана на таку посаду) і створила там жіночий клуб та інтернат. Вона також була засновницею ліцею клубу «Аделаїда», організації для професійних жінок. Майо померла 13 листопада 1967 року, коли Медичний журнал Австралії приписував успіх системи добробуту немовлят у Південній Австралії її зусиллям.
Вона вийшла на пенсію в 1938 році і стала почесним лікарем-консультантом у Дитячій лікарні, але коли почалася Друга світова війна, вона повернулася до лікарні як старший дитячий радник, одночасно організувавши донорську допомогу Червоного Хреста.
Майо померла 13 листопада 1967 року у віці 89 років.